# Denis Krivosjlykov
Denis Ivanovitj Krivosjlykov (ryska: Денис Иванович Кривошлыков), född 10 maj 1971 i Moskva i dåvarande Sovjetunionen, är en rysk före detta handbollsspelare (högersexa). Han har med det ryska landslaget vunnit OS, EM och VM. Han spelade 13 säsonger för det spanska klubblaget CB Ademar León i Liga Asobal.

## Klubbar
- SK Kuntsevo (1982–1994)
- CSKA Moskva (1994–1999)
- CB Ademar León (1999–2012)